# Upang Karya
Upang Karya is een bestuurslaag in het regentschap Banyuasin van de provincie Zuid-Sumatra, Indonesië. Upang Karya telt 810 inwoners (volkstelling 2010).